# Retzow (Lychen)
Retzow ist ein Ortsteil der Stadt Lychen im Landkreis Uckermark (Brandenburg). Der mittelalterliche Ort wurde 1440 zerstört und danach nicht wieder aufgebaut. Erst Anfang des 18. Jahrhunderts wurde die Feldmark wieder besiedelt. Bis zur Eingliederung 2001 in die Stadt Lychen war Retzow eine selbständige Gemeinde. Sie hatte Ende 2000 293 Einwohner.

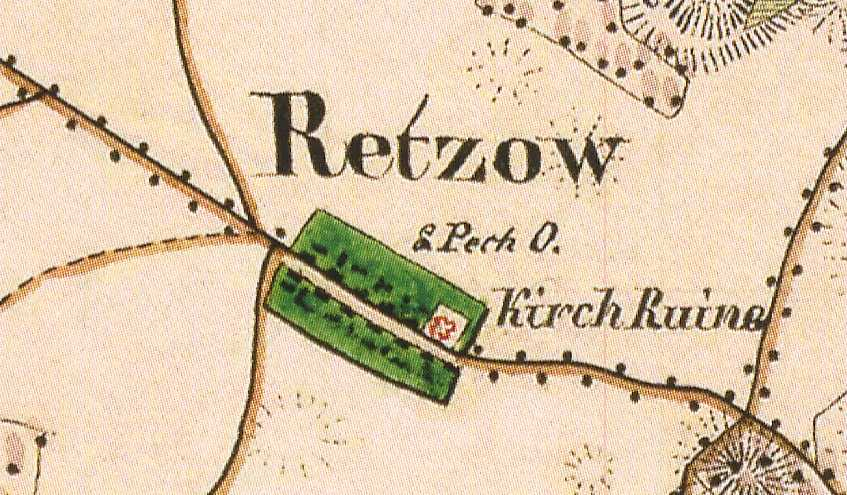
Ausschnitt aus dem Urmesstischblatt 2745 Blatt Lychen von 1825. Straßendorf mit Kirchenruine und Pechofen (Pech O.)

## Lage
Retzow liegt rd. 4 km nordwestlich der Kernstadt Lychen, 73 m über Meereshöhe. Durch den Ort hindurch verläuft der Uckermärkische Radrundweg von Lychen nach Hasselförde (Gem. Feldberger Seenlandschaft, Mecklenburg-Vorpommern). 
Auf der Gemarkung von Retzow liegen die Wohnplätze Bohmshof, Kastaven, Sähle und Wurlgrund. Das 1905 abgebrochene Etablissement Neukrug lag auf der Gemarkung Retzow in den heutigen Grenzen, gehörte damals aber zum Gutsbezirk Neuthymen. Zur Gemarkung von Retzow gehören auch der Kleine Kastavensee, der Krumme See, der Kleine Köllnsee und der Große Köllnsee.

## Geschichte
Retzow wurde 1320 erstmals urkundlich erwähnt (Retzouue). Nach Sophie Wauer bieten sich zwei Erklärungen des Namens an; beide gehen von einem ursprünglichen Personennamen aus. Zum einen von einer altpolabischen Grundform *Ryčov- = Ort eines Ryč. Der Personenname leitet sich von aplb. *ryčeti = brüllen oder *ryč = Gebrüll ab, z. B. der so. Personenname Ryčan. Zum anderen wäre eine altpolabische Grundform *Rys'ov = Ort eines Rys, oder Ort, wo Luchse vorkommen. Der Personenname leitet sich in diesem Fall von *rys = Luchs ab  (vgl. altpolnischer Personenname Ryś, altschechisch Rys oder altrussischer Personenname Rysik). Die von *rys abgeleiteten Adjektive haben auch die Bedeutung sorbisch *rysy = fuchsrot, tschechisch *rysý = rötlich. Nach der Dorfform ist Retzow ein (neues) Straßendorf.
1320 schenkte der Lychener Bürger Johann Schreiber (Scriver) die Pächte von 16 Hufen in Höhe von acht Talenten Brandenburger Pfennige dem Heilig-Geist-Hospital in Lychen zur Gründung einer Vicarie. Bereits kurz zuvor 1317 im Frieden von Templin waren die Länder Stargard und Lychen endgültig an Mecklenburg gefallen. In der Folge wurde das Land Lychen zudem mit dem Land Stargard zusammengefasst. 1408 wurde der Besitzanteil (16 Hufen) des Lychener Bürgers Schreiber an das Kloster Himmelpfort veräußert. Insgesamt war die Feldmark in 40 Hufen eingeteilt. Die 24 restlichen Hufen kamen bis 1580 an die Stadt Lychen. Das mittelalterliche Dorf Retzow wurde 1440 in den Fehden zwischen Brandenburg, Mecklenburg und Pommern zerstört und nicht wieder aufgebaut. Die Feldmark wurde aber weiterhin genutzt.
1527 wurden die 16 Hufen des Klosters Himmelpfort von den Rutendorfern Bauern bewirtschaftet. 1580 bebauten die Rutendorfer Bauern den Lychener Anteil der Feldmark von Retzow, der Himmelpfortsche Anteil wurde nun von der Herrschaft Badingen und Himmelpfort selbst beackert. 1593 erhielt das Heilig-Geist-Spital in Lychen Einkünfte von neun(!) Leuten von 18(!) Ritzowischen Newen Huffen. Auch der Pfarrer von Lychen hatte Einkünfte in Höhe von 8 fl. von 16 Hufen auf der Feldmark Retzow. 1595 beanspruchten die Mecklenburgischen Fürsten das Grenzgebiet, u. a. auch die Dörfer und wüsten Feldmarken Beenz, Linow, Rutenberg, Kristzou und Kastaven, da sie alle auf stargardischen Grund und Boden lägen. Die Ansprüche wurden abgewiesen. 1701 schloss die Stadt Lychen einen Vertrag mit Hans Peter und Mathis Fischmann, dass sie die wüste Feldmark Retzow wieder in Kultur nahmen. Die Feldmark hatte 40 Hufen, von denen 16 Hufen zur Herrschaft Badingen und Himmelpfort gehörten und 24 Hufen zur Stadt Lychen. Die Hufen waren seit dem 30-jährigen Krieg völlig bewachsen. Davor hatten die Bauern von Rutenberg die 16 Hufen der Herrschaft bebaut, die Lychener hatten ihre 24 Hufen bewirtschaftet. 1713 scheint der Vertrag auch umgesetzt worden zu sein, denn Mathis Fischmann wohnte nun auf Retzow und trieb Ackerbau. 1745 wird Retzow als Freidorf bezeichnet, das der Lychenschen Kirche gehörte. 1773 schloss das Amt Badingen einen Vertrag mit dem Halbbauern Utpott aus Retzow über die Errichtung eines Teerofens im Lychenschen Winkel (der zum Amt Badingen gehörte). Daraus entstand der heutige Wohnplatz Woblitz auf der Gemarkung Himmelpfort, einem Ortsteil der Stadt Fürstenberg/Havel. 1775 zählte das Dorf fünf Bauern, zwei Kossäten und acht Büdner, also 15 „Feuerstellen“ (= Haushaltungen) und 80 Einwohner. 1780 wurden die 16 Hufen des Amtes Badingen immer noch von den Rutenberger Bauern bewirtschaftet, die dafür Pacht zu entrichten hatten. 1795 war auch ein Krug entstanden, der sog. Neuenkrug; er lag auf dem Himmelpfort’schen Anteil von Retzow. 1801 war ebenso auf Himmelpfort’schem Anteil am Wurlgrund ein Kalkofen entstanden. Dieser ging jedoch 1839 wieder ein. Im Urmesstischblatt von 1825 ist ein Teerofen direkt beim Ort verzeichnet.
1840 wurden im Dorf 13 Wohnhäuser gezählt, 1860 waren es bereits 15 Wohnhäuser, drei öffentliche Gebäude und 33 Wirtschaftsgebäude, darunter ein Teerofen. Erstaunlich ist die Nennung von zwei Schiffsmannschaftsleuten und zwei Leinewebern mit zwei Stühlen für das Jahr 1861. Im Jahr 1900 wurden 21 Häuser verzeichnet und 1931 bereits 49 Wohnhäuser. Nach dem Zweiten Weltkrieg wurden bei der Bodenreform von 1948 566 ha enteignet und an landlose Bauern und Landarbeiter, Umsiedler, landarme Bauern u. a. verteilt. 1954 bildete sich eine LPG vom Typ III, die 1958 bereits 33 Mitglieder hatte und 228 ha bewirtschaftete. Zum 1. Januar 1960 wurden die LPG's von Retzow und Rutenberg zur LPG Retzow-Rutenberg zusammengeschlossen. 1978 schloss sich diese mit der LPG Beenz zusammen.
| Jahr | Einwohner |
| ---- | --------- |
| 1744 | 80        |
| 1801 | 108       |
| 1817 | 117       |
| 1840 | 129       |
| 1858 | 174       |
| 1895 | 167       |
| 1925 | 208       |
| 1939 | 345       |
| 1946 | 403       |
| 1985 | 307       |
| 1995 | 256       |
| 2000 | 293       |

### Politische Geschichte
Das Dorf gehörte zur Terra Lychen und teilte ihre Geschichte. 1317 wurde Retzow zusammen mit dem übrigen Land Lychen mecklenburgisch. Erst mit dem Frieden zu Wittstock von 1442 kamen die südlichen Teile des Landes Lychen wieder zu Brandenburg. 1320 schenkte der Lychener Bürger Johann Schreiber (Scriver) die Pächte von 16 Hufen dem Heilig-Geist-Hospital in Lychen. Unklar dabei ist, ob ihm das Dorf auch gehörte. Besitzanteile hatte auch der Herzog von Mecklenburg, der 1393 u. a. Pächte und Bede in Retzow verpfänden musste. 1408 wurde der Besitzanteil des Johannes Schreiber an das Kloster Himmelpfort verkauft. Ende des 16. Jahrhunderts sind zwei Besitzanteile erkennbar; der Besitzanteil des Klosters Himmelpfort mit 16 Hufen und der Besitzanteil der Stadt Lychen mit 24 Hufen, der noch vor 1719 der Kirche in Lychen überlassen worden war. Mit der Säkularisation des Klosters Himmelpfort kam der Klosteranteil an die Herrschaft Badingen und Himmelpfort, 1727 an das Amt Badingen. 1815 wurden die beiden Teile vereinigt. Mit der Bildung der Kreise in der Mark Brandenburg kam Retzow zum Uckermärkischen Kreis, 1818 kam Retzow zum Landkreis Templin, der in wesentlichen Teilen auch die Kreisreform von 1952 mit der Bildung des neuen Kreises Templin überstand. Zum 1. Januar 1961 wurde Retzow nach Rutenberg eingemeindet. Zum 6. Mai 1984 wurde die Eingemeindung rückgängig gemacht.
Im Zuge der Ämterbildung schloss sich Retzow mit Beenz, Rutenberg und der Stadt Lychen zum Amt Lychen zusammen. Mit der Kreisreform nach der Wende in Brandenburg ging der Kreis Templin im neuen Landkreis Uckermark auf. Zum 31. Dezember 2001 wurde Retzow zusammen mit Beenz und Rutenberg in die Stadt Lychen eingegliedert und ist seither ein Ortsteil der Stadt Lychen. Das Amt Lychen wurde zum selben Zeitpunkt aufgelöst.

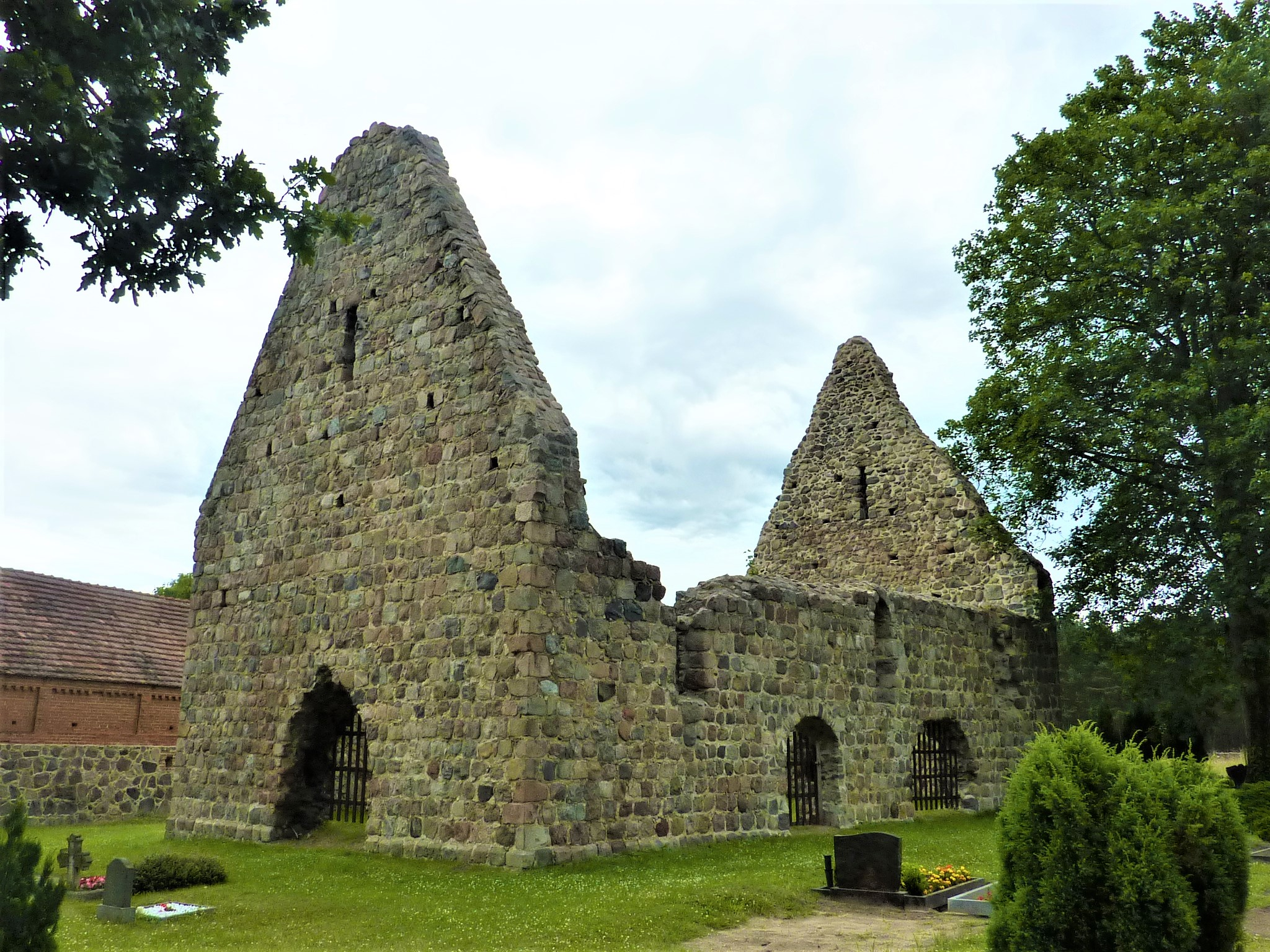
Ruine der 1440 zerstörten Feldsteinkirche des mittelalterlichen Dorfes Retzow aus dem 13. Jahrhundert

### Kirchliche Verhältnisse
Der mittelalterliche Ort Retzow war Kirchdorf, wie auch die Ruine einer mittelalterlichen Feldsteinkirche am südlichen Dorfende zeigt. Das neue Dorf Retzow war bzw. ist nach Lychen eingekircht.

## Denkmale
Die Denkmalliste des Landes Brandenburg verzeichnet für Retzow lediglich ein Baudenkmal:
- die Kirchenruine Retzow

## Belege